# Джарнаил Сингх Биндранвал
Джарнаил Сингх Биндравал (в.-пандж. ਜਰਨੈਲ ਸਿੰਘ ਭਿੰਡਰਾਂਵਾਲ਼ੇ [dʒəɾnɛl sɪŋɡ pɪɳɖɾɑʋɑɭe]), имя при рождении — Джарнаил Сингх (в.-пандж. ਜਰਨੈਲ ਸਿੰਘ ਬਰਾੜ) (12 февраля 1947 года — 6 июня 1984 года) — индийский политический и религиозный деятель сикхского происхождения, лидер религиозного движения «Дамдами Таксал». Сторонник возврата к «чистому» сикхизму на базе положений Анандпурской резолюции. Союзник партии «Акали Дал», в 1982 году вместе с ней развернул общественную кампанию в поддержку резолюции — так называемую «борьбу за правду».

## Биография
Джарнаил Сингх Биндранвал родился в сикхской семье этических джатов.
Религиозные и политические позиции Д. С. Биндравала были направлены против алкоголя, наркотиков, религиозных послаблений (например, Биндравал и его сторонники осуждали модные у сикхской молодёжи стрижки). Выступал против положений статьи 25 Конституции Индии, объявлявшей меньшинства сикхов, джайнов, буддистов приверженцами направлений индуизма. Считал сикхов отдельным народом, имеющим общую историю, географию, культуру. Не выказывал открытой поддержки халистанским сепаратистам, однако заявлял, что не будет выступать против создания автономии (с одобрения индийского правительства).
В 1981 году был арестован по подозрению в причастности к убийству пенджабского журналиста и бизнесмена Джагата Нараина, владельца медиа-группы «Самачар». Был отпущен из-за отсутствия доказательств, однако некоторое время находился под полицейским надзором.
После начала операции «Голубая звезда» летом 1984 года вместе со своими сторонниками укрылся в храмовом комплексе Акал Тахт (где расположена сикхская святыня Золотой храм) в Амритсаре. В ходе штурма, начатого по приказу премьер-министра Индиры Ганди, Биндранвал и свыше 500 его сподвижников были убиты индийскими солдатами.
После своей гибели Д. С. Биндравал остаётся противоречивой фигурой в истории Индии. В сикхизме считается великомучеником, принёсшим высшую жертву в защиту веры. Официальная позиция индийских властей в отношении Биндравала неизменна — он именуется экстремистом, халистанским сепаратистом.